# Anna Nagurney
Anna Nagurney (* 24. September 1954) ist eine US-amerikanische Wirtschaftswissenschaftlerin und Hochschullehrerin.

## Werdegang, Forschung und Lehre
Nagurney studierte Wirtschaftswissenschaft, russische Sprache und russische Literatur an der Brown University. Nachdem sie 1977 als A.B. bzw. Sc.B. graduiert hatte, setzte sie ihr Studium in angewandter Mathematik an der Hochschule fort. 1980 erhielt sie ihren Masterabschluss, 1983 beendete sie ihr Ph.D.-Studium mit Schwerpunkt in Operations Research. Anschließend wechselte sie als Assistant Professor an die Isenberg School of Management der University of Massachusetts Amherst. 1987 wurde sie zum Associate Professor befördert und erhielt einen Tenure-Track. 1991 wurde sie an der Hochschule zur ordentlichen Professorin berufen, seit 1998 besetzt sie den John-F.-Smith-Memorial-Lehrstuhl.
Nagurneys Arbeitsschwerpunkte liegen im Bereich Operations Research, dabei hat sie zu verschiedenen Aspekten beigetragen. Unter anderem beschäftigte sie sich mit Fragestellungen der Organisationstheorie, der Netzwerkökonomik, des Supply-Chain-Managements, Kritischen Infrastrukturen, Informationssicherheit, Energie- und Umweltfragen insb. zur Resilienz sowie mit dem Braess-Paradoxon. Für ihre Arbeit, die sich insbesondere in zahlreichen von ihr herausgegebenen oder (mit)verfassten Büchern niederschlägt, wurde sie mehrfach ausgezeichnet. Seit 2013 ist sie Fellow am Institute for Operations Research and the Management Sciences.